# Рендзіни (Ченстоховський повіт)
Рендзіни (пол. Rędziny) — село в Польщі, у гміні Рендзіни Ченстоховського повіту Сілезького воєводства.
Населення — 4884 особи (2011).
У 1975-1998 роках село належало до Ченстоховського воєводства.

## Демографія
Демографічна структура станом на 31 березня 2011 року:
|          | Загалом | Допрацездатний вік | Працездатний вік | Постпрацездатний вік |
| -------- | ------- | ------------------ | ---------------- | -------------------- |
| Чоловіки | 2350    | 433                | 1643             | 274                  |
| Жінки    | 2534    | 425                | 1495             | 614                  |
| Разом    | 4884    | 858                | 3138             | 888                  |